# Ausaperung

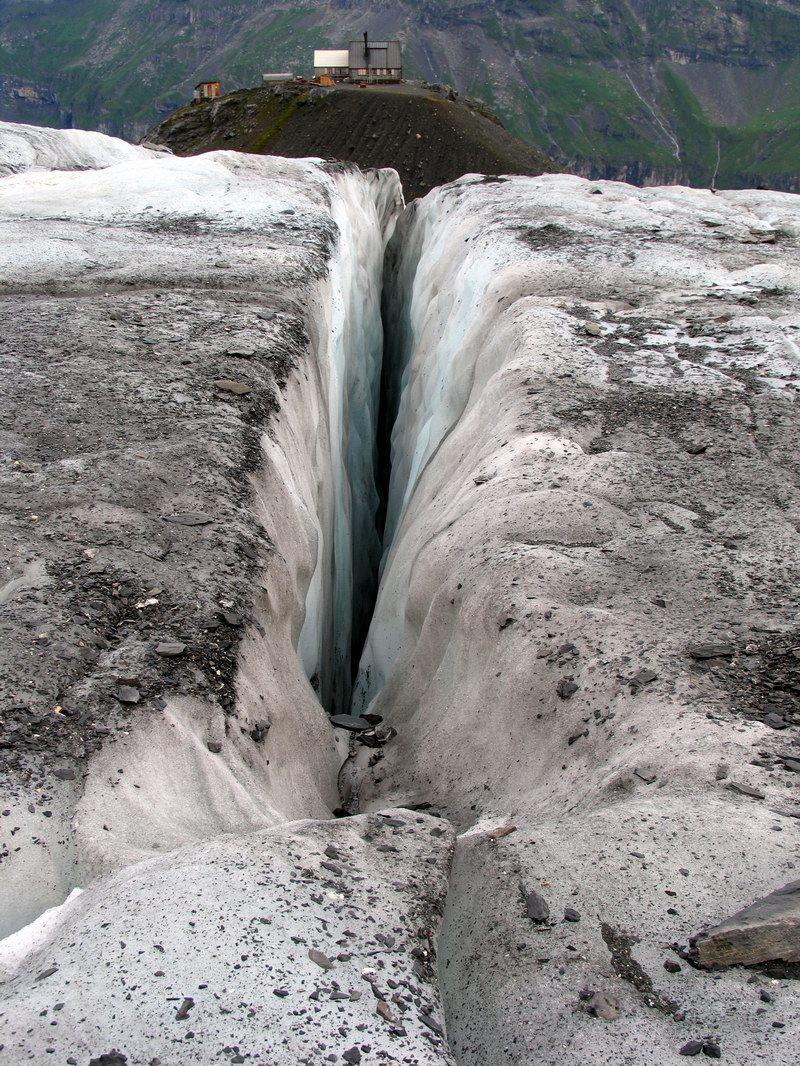
Apere Gletscheroberfläche am Fründengletscher (Schweiz)

Unter Ausaperung wird das Abschmelzen der Schnee- und Eisdecke verstanden, so dass der darunterliegende Boden ganz oder teilweise zu Tage tritt. Der Begriff stammt aus dem Alpinismus und findet vor allem in Wege- und Zustandsbeschreibungen in Hochgebirgsregionen seine Anwendung. So spricht man z. B. auch von aperen Bergflanken, Gipfeln oder Gletschern, in Fällen, wo die Ausaperung schon weit fortgeschritten ist.
Der Begriff aper (althochdeutsch: abar) bedeutet auch einfach „schneefrei“, „ohne Schnee“ als Gegenteil von „schneebedeckt“.

## Gefahren durch Ausaperung
- An vielen Bergflanken wird loses Geröll durch Schnee und Eis zusammengehalten (Permafrost). Durch Ausaperung dieser Berghänge schwindet die haltgebende Eis- und Schneeschicht, so dass es zu Steinschlag und Bergrutschen kommen kann. Durch die zunehmende Globale Erwärmung verstärkt sich dieses Problem z. B. in den Alpen immer mehr, so dass viele Routen im Sommer nicht mehr begehbar sind.
- Auf sehr stark ausgeaperten (aperen) Gletschern liegen fast alle Gletscherspalten frei, da die Schneebrücken dazwischen abgeschmolzen sind. Dadurch lassen sich Spalten sehr viel einfacher erkennen, was oft zu Unvorsichtigkeit verleitet. Jedoch können immer noch Brücken, welche zuvor überdurchschnittlich dick waren, übrig geblieben sein. Bei langanhaltender Hitze und der damit verbundenen Ausaperung nimmt die Dicke und Stabilität dieser Brücken drastisch ab, wodurch es zu Spaltenstürzen kommen kann.